# Dakor
Dakor è una suddivisione dell'India, classificata come municipality, di 23.784 abitanti, situata nel distretto di Kheda, nello stato federato del Gujarat. In base al numero di abitanti la città rientra nella classe III (da 20.000 a 49.999 persone).

## Geografia fisica
La città è situata a 22° 46' 08 N e 73° 08' 16 E.

## Società

### Evoluzione demografica
Al censimento del 2001 la popolazione di Dakor assommava a 23.784 persone, delle quali 12.511 maschi e 11.273 femmine. I bambini di età inferiore o uguale ai sei anni assommavano a 2.359, dei quali 1.292 maschi e 1.067 femmine. Infine, coloro che erano in grado di saper almeno leggere e scrivere erano 18.033, dei quali 10.207 maschi e 7.826 femmine.